# Germano (football, 1981)
Pour les articles homonymes, voir Cardoso.
Germano Borovicz Cardoso Schweger est un footballeur brésilien né le 21 mars 1981.